# Xesús Ferro
Jesús Ignacio Ferro Couselo conocido comúnmente como Xesús Ferro Couselo (Valga, Pontevedra, 30 de julio de 1906 - Orense, 23 de abril de 1975), fue un historiador e investigador español, dedicado al estudio de temas gallegos.
Hijo de Gumersindo Ferro Barreiro y María Couselo Bouzas y sobrino del sacerdote agrarista, cofundador del Seminario de Estudios Gallegos y profesor del seminario de Santiago de Compostela, Xesus Ferro Couselo a partir de 1918 cursó estudios en el seminario y al tiempo y desde 1926 Filosofía y Letras, en la Universidad de Santiago de Compostela. Colaboró con el Seminario de Estudios Gallegos, donde hizo amistad con Xaquín Lorenzo. En 1931, tras terminar sus estudios teológicos con el grado de doctor se trasladó a Vigo para dar clases en un colegio de los jesuitas, fue uno de los fundadores de la revista Logos y como delegado por Vigo participó en la fundación del Partido Galeguista. Tras la expulsión de los jesuitas marchó en 1933 a Tuy para enseñar en el colegio Lábor y fundó la revista Tude (1934). El 1 de abril de 1935 se afilió a los grupos galleguistas de Ultreya.
Estaba en Madrid cuando estalló la Guerra Civil y se inscribió en las Milicias Populares y en la sección de enseñanza de la CNT. Terminada la guerra se instaló en Orense, dónde pasó el resto de su vida como funcionario adscrito al Cuerpo facultativo de Archiveros, Bibliotecarios y Arqueólogos. Esta ciudad lo hizo Hijo de Adopción. En 1942 creó el equipo de colaboradores del Museo Arqueológico con Vicente Risco y Florentino López Cuevillas. Pero no olvidó el galleguismo político. En 1943 participó en la junta que se celebró en Vigo para reorganizar el Partido Galeguista en el interior y en 1950 fue uno de los vocales del Consejo de Administración que dirigía la Editorial Galaxia, clave para la recuperación del galleguismo cultural en Galicia. En 1951 ingresó en la Real Academia Gallega. En 1963 entró a formar parte del consejo de redacción de la revista Grial, año en que junto con otros firmantes (como Francisco Fernández del Riego y Manuel Gómez Román) propuso que la Real Academia Gallega instituyera la fecha del 17 de mayo como Día de las Letras Gallegas. Fue presidente de la Asociación Cultural Auriense (1969-1973). En 1971 creó el Boletín Auriense, publicación histórica de gran importancia y en 1972, por su labor científica, recibió la Encomienda de Alfonso X el Sabio.
Tiene una extensa bibliografía compuesta de 121 trabajos de los cuales hay 5 escritos en portugués y 14 en gallego. Los restantes están redactados en castellano.
Se le dedicó el Día de las Letras Gallegas de 1996. Su localidad natal, Valga, convoca en su memoria el Premio de Investigación Xesús Ferro Couselo.